# Cimetière de la peste

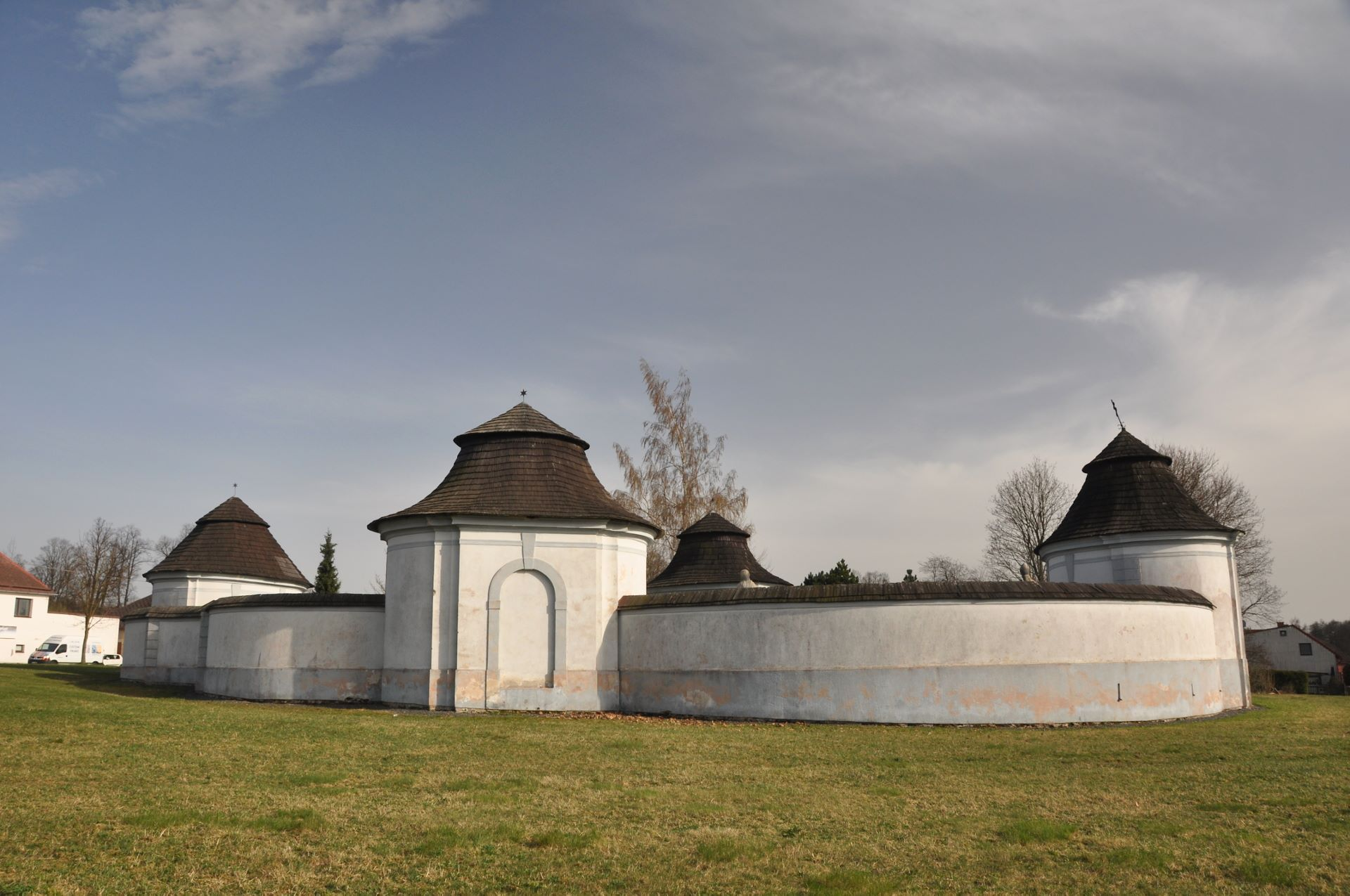
Le cimetière de la peste de Žďár nad Sázavou, un exemple rare de cimetière de la peste de style baroque.

Le cimetière de la peste était un lieu d'inhumation aménagé à partir du Moyen Âge à l'écart des centres d'habitation pour enterrer rapidement les victimes d'épidémies, notamment celles de la peste. Il complétait ainsi généralement le cimetière paroissial, où les défunts étaient généralement enterrés lors d'une cérémonie religieuse.
Pendant la durée de telles épidémies, les victimes étaient souvent enterrées rapidement et sans aucune cérémonie, parfois dans des fosses communes. Ce n'est qu'après la fin de l'épidémie que des cérémonies religieuses communes à toutes les personnes enterrées étaient souvent organisées.
De nombreux cimetières de la peste ont été fermés au plus tard au XIXe siècle, la plupart du temps même avant, mais ils ont parfois continué à être utilisés, comme le vieux cimetière de Kötzschenbroda de Radebeul, autrefois utilisé par les diaconesses, et qui est encore ouvert aujourd'hui comme lieu d'inhumation.
Des croix de la peste, parfois conservées, rappellent l'emplacement d'anciens cimetières de la peste. 

## Exemples

### Allemagne
- Ancien cimetière du Sud

### France
- Cimetière des Pestiférés de Bouligney[1].
- Cimetière des Pestiférés de la Chapelle-des-Bois
- Cimetière des Pestiférés de Marchemaisons
- Cimetière des Pestiférés de Recologne (Doubs)[2]

### Russie
- Cimetière Vagankovo

### Suisse
- Cimetière des Pestiférés du Boéchet[3],[4]
- Cimetière des Rois

### Tchéquie
- Cimetière de la peste de Žďár nad Sázavou
- Cimetière juif de Žižkov

## Galerie

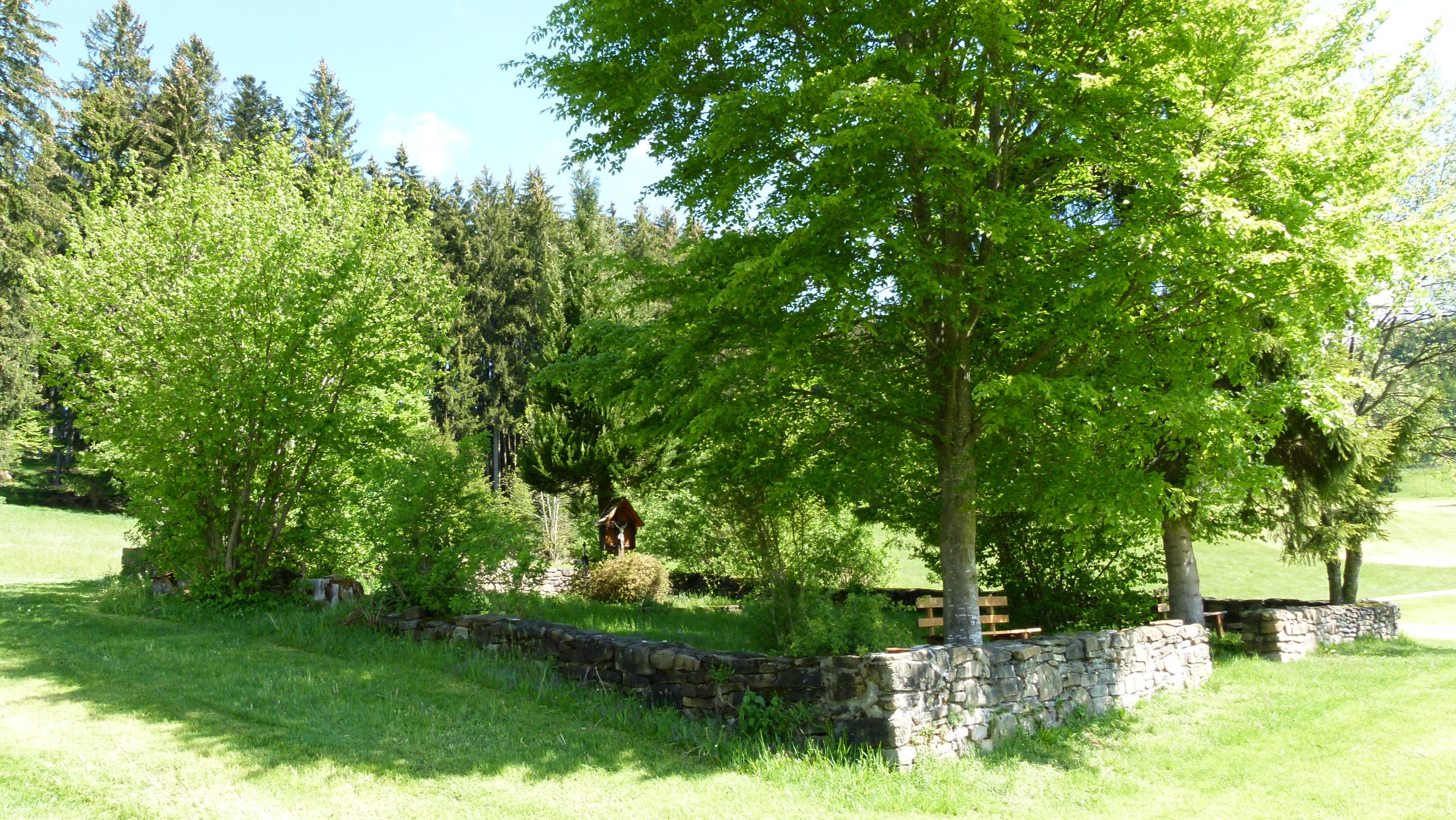
Le cimetière de la peste de Zell
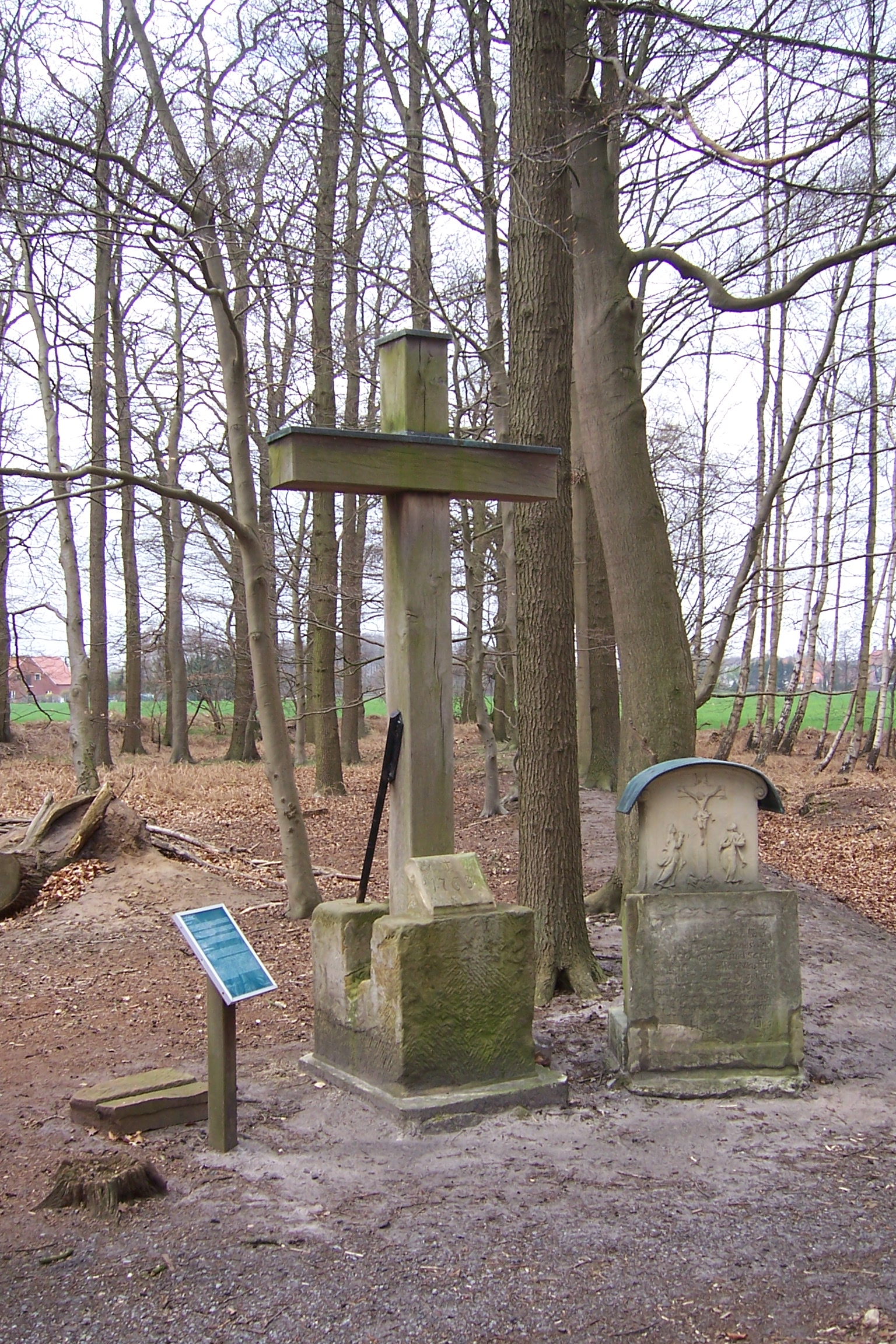
Le cimetière de la peste de Welbergen (de)
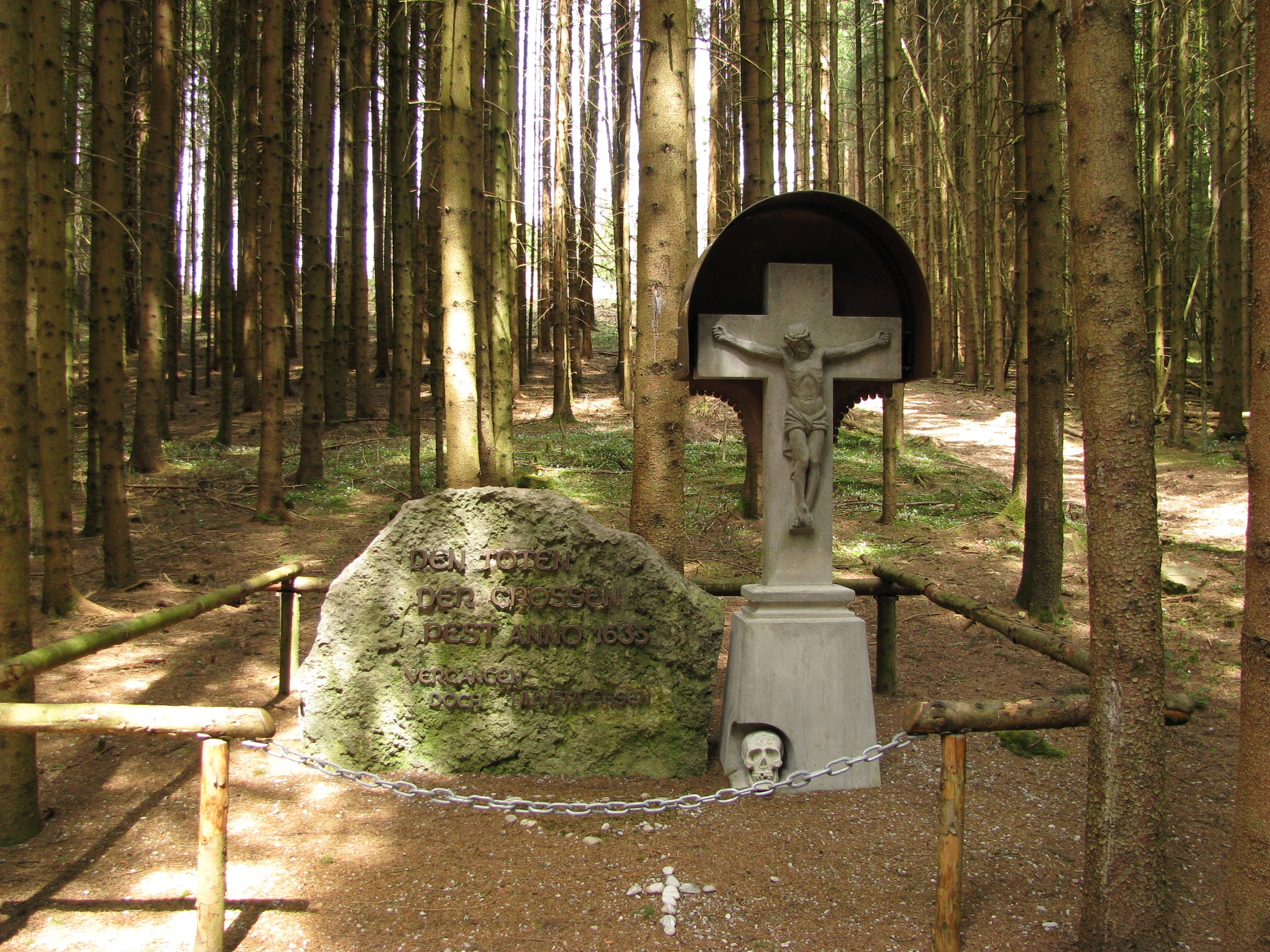
Le cimetière de la peste d'Hopfen
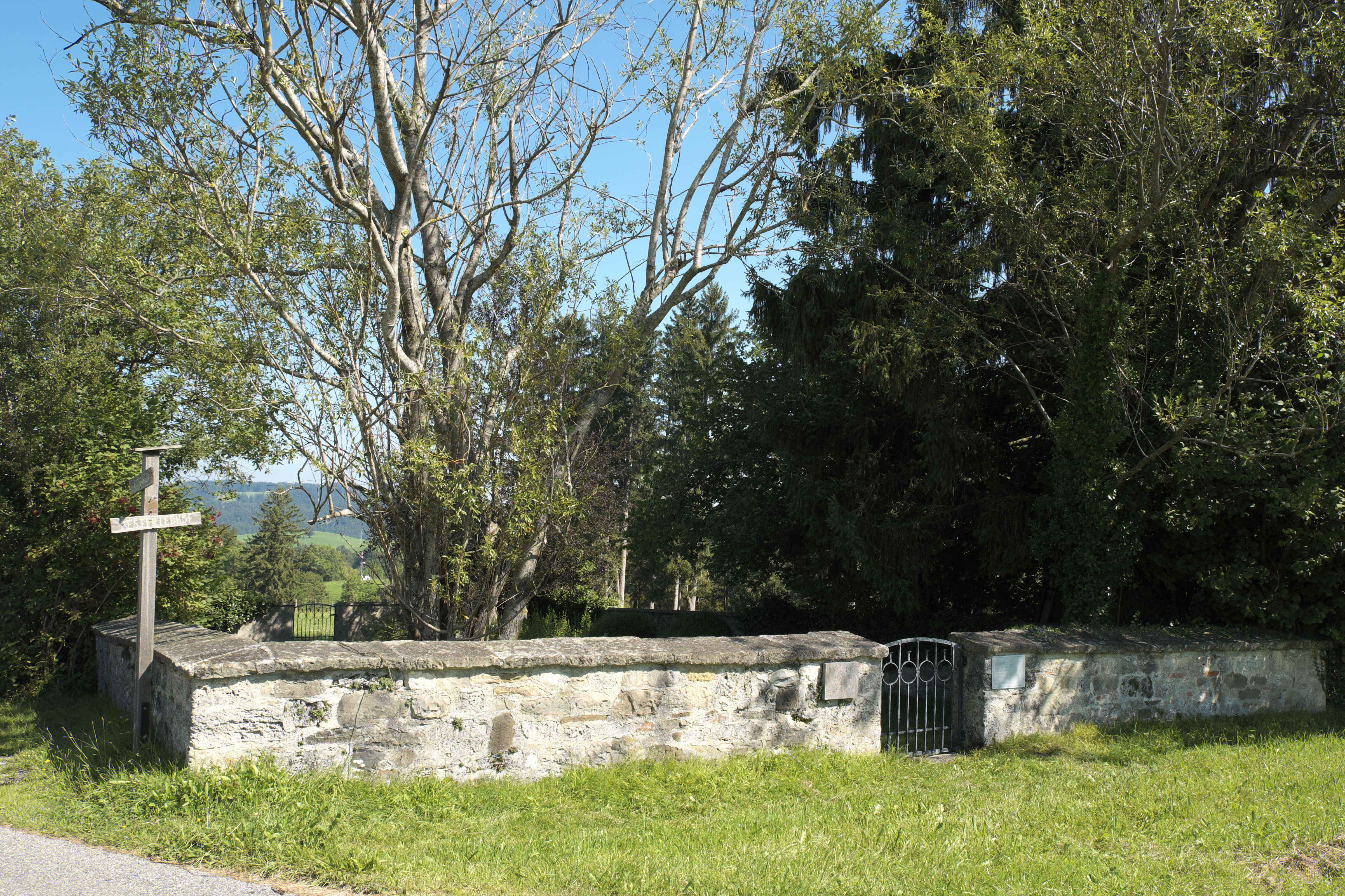
Cimetière de la peste de Rottenbuch